# 加菲爾德鎮區 (堪薩斯州波尼縣)
加菲爾德鎮區（英語：Garfield Township）為美國堪薩斯州波尼縣轄下的鎮區。2010年美国人口普查中該鎮區人口有234人。

## 地理
加菲爾德鎮區涵蓋總面積為92.84平方（35.85平方英里）。

## 人口統計
根據2010年美國人口普查，加菲爾德鎮區人口有234人，住房123戶，人口密度為2.52人/每平方公里。此鎮區居民之種族中，白人佔93.59%，非裔美國人佔0%，美洲原住民佔1.71%，亞裔美國人佔0%，太平洋島裔美國人佔0%，其他種族佔0%，混血種族則佔4.7%。而西班牙裔或拉丁裔美國人佔此鎮區人口的5.98%。

## 交通

### 主要公路
- 56號美國國道
- 183號美國國道

## 外部連結
- City-Data.com[永久]